# Скиндерис, Марюс
Марюс Скиндерис (лит. Marius Skinderis; род. 13 октября 1974, Паневежис) — литовский футболист и футбольный тренер. Выступал на позициях защитника и полузащитника, сыграл 16 матчей за сборную Литвы.

## Карьера
Скиндерис начал свою карьеру в 1993 году в клубе «Экранас». В сезоне 1995/96 он защищал цвета «Кареды», после чего вернулся в родной клуб. В 1998 году он отправился в Польшу, где играл за «Белхатув». В 2001 году он перешёл в украинскую «Сталь Алчевск». Летом 2001 года он отправился в «Металлург Донецк», однако провёл в клубе лишь один матч против «Шахтёра», который был проигран со счётом 3:1. Через полгода он был переведён в дубль и после окончания сезона покинул донецкий клуб. Затем он играл за такие клубы, как «Спартак Ереван», «Металлург Лиепая» и «Нафтан». В 2007 году он вернулся на родину, где стал игроком «Судувы». В 2010 году он в третий раз вернулся в «Экранас», в том же году он наконец выиграл свой первый чемпионат Литвы по футболу, а в следующем сезоне завершил карьеру.
Как тренер преимущественно работал помощником Вальдаса Дамбраускаса. В 2014 году стал тренером своего бывшего клуба, «Экранас». В начале 2017 года возглавил «Невежис». В 2022 году вместе с Дамбраускасом перешёл в клуб ОФИ с острова Крит.